# Raúl Gañán
Raúl Gañán Bermúdez (Bilbao, 20 dicembre 1974) è un ex calciatore spagnolo, di ruolo difensore.